# Pedro Luis Díaz Lanz
Pedro Luis Diaz Lanz  (8 juillet 1926, La Havane, Cuba - 26 juin 2008, Miami) était chef de l'Armée de l'Air révolutionnaire de Cuba sous Fidel Castro, avant et après la révolution cubaine de 1959.

## Biographie
Díaz Lanz est un héros de la révolution cubaine, il a acheminé par avion des armes dans la sierra Maestra. Nommé commandant en chef de l'armée de l'air cubaine, il a conservé toutefois sa fonction de pilote personnel de Fidel Castro. Il manifeste des critiques vis à vis de l'influence communiste dans les plus hautes sphères du pouvoir castriste. Le 29 juin 1959, Fidel Castro le démet de ses fonctions. Pedro Diaz Lanz quitte rapidement Cuba avec sa famille et s'exile en Floride.
En 1960, il est engagé par la CIA et participe à l'opération 40. En 2008, il se suicide en se tirant une balle dans la poitrine.